# حلقه دوم
حلقه دوم (روسی: Круг второй) فیلمی در ژانر درام به کارگردانی الکساندر سوکوروف است که در سال ۱۹۹۰ منتشر شد. داستان فیلم در مورد مردی جوان است که در جامعه‌ای زمینی تلاش برای کنار آمدن با مرگ پدرش و مشکلات دفن او می‌کند.